# هنری ماسکه
هنری ماسکه (آلمانی: Henry Maske؛ زادهٔ ۶ ژانویهٔ ۱۹۶۴) بوکسور، ورزشکار دو و میدانی، هنرپیشه، و بازیگر سینما اهل آلمان است.
از فیلم‌ها یا برنامه‌های تلویزیونی که وی در آن نقش داشته‌است می‌توان به ماکس اشملینگ اشاره کرد.